# Détroit de Harris
Le détroit de Harris est un détroit situé entre les îles de North Uist et de Harris dans l'archipel des Hébrides extérieures.

## Géographie
D'une largeur d'environ 13 km, le détroit est le principal lieu de passage dans l'archipel entre l'océan Atlantique et The Minch. On y trouve de nombreuses îles et récifs.

## Traduction
- (en) Cet article est partiellement ou en totalité issu de l’article de Wikipédia en anglais intitulé « Sound of Harris » (voir la liste des auteurs).